# Herneus de Nadal
Herneus João de Nadal (Palmitos, 6 de março de 1955) é um advogado e político brasileiro.

## Carreira
Herneus João De Nadal é advogado formado pela Faculdade de Direito de Cruz Alta, no Rio Grande do Sul, e pós-graduado em Direito Administrativo pelo IDP em Brasília/DF (2022). Seu primeiro teste nas urnas foi em 1982, quando iniciou sua carreira política como prefeito de Caibi, município do oeste catarinense, distante 650 quilômetros de Florianópolis. 
Presidiu a Associação dos Municípios do Oeste de Santa Catarina (AMOSC) e, depois, em Chapecó, foi diretor regional das Centrais Elétricas de Santa Catarina (Celesc). 
Foi deputado à Assembleia Legislativa de Santa Catarina na 12ª legislatura (1991 — 1995), na 13ª legislatura (1995 — 1999), na 14ª legislatura (1999 — 2003), e na 15ª legislatura (2003 — 2007), assumindo a Presidência em três oportunidades. Atuou nas comissões de Constituições e Justiça, de Legislação Participativa, de Economia, Ciência e Tecnologia, de Minas e Energia, de Agricultura, de Defesa do Consumidor e de Direitos Humanos; participou da Frente Parlamentar Cooperativista e representou o Parlamento em missões internacionais. 
Integrou as Comissões de Constituição e Justiça (CCJ), de Legislação Participativa e a de Economia, Ciência, Tecnologia, Minas e Energia. Atuou, ainda, nas comissões de Agricultura, de Defesa do Consumidor e de Direitos Humanos, além de ter representado o parlamento em missões cooperativas internacionais. Foi vice-presidente da Assembléia Legislativa de Santa Catarina, de fevereiro de 2005 a janeiro de 2007.
Ingressou no Tribunal de Contas do Estado de Santa Catarina no dia 20 de julho de 2009, no cargo de conselheiro. O ato de nomeação (n.º 815) foi assinado pelo governador Luiz Henrique da Silveira, publicado no Diário Oficial nº 18.611, de 25 de maio, que circulou no dia 29 de maio.
Cargos ocupados no TCE/SC: Vice-Presidência: 4 de fevereiro de 2019 a 12 de fevereiro de 2023 (biênio 2019-2021 e biênio 2021-2023). Supervisão do Instituto de Contas: 2017 e 2018.
É o atual presidente do TCE/SC - biênio 2023-2025.